# Regelmatig twaalfvlak

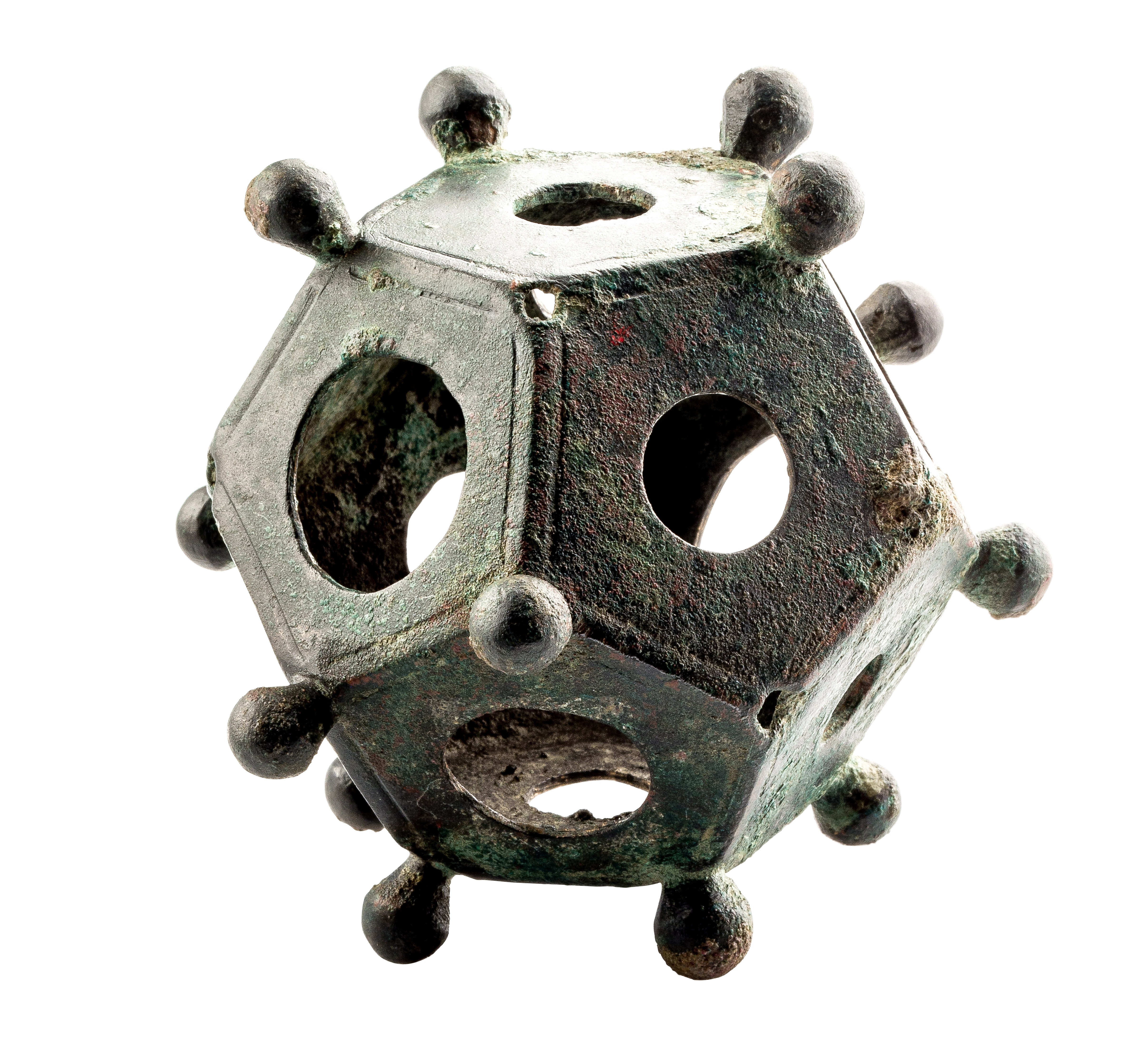
Romeins twaalfvlak in brons
150-400 n.Chr.
Gallo-Romeins Museum in Tongeren

Regelmatig twaalfvlak met ingeschreven kubus

Een regelmatig twaalfvlak, of dodecaëder, is een ruimtelijke figuur met 12 vijfhoekige vlakken, 20 hoekpunten en 30 ribben. Het is een van de vijf regelmatige veelvlakken in drie dimensies, ook platonische lichamen genoemd. Het heeft icosahedrale symmetrie.
Hoewel de naam dodecaëder evenveel wordt gebruikt als regelmatig twaalfvlak, ligt het voor de duidelijkheid voor de hand over een regelmatig twaalfvlak te spreken.

## Geschiedenis
Uit de antieke oudheid zijn geen geschreven bronnen bekend over de meer dan 100 twaalfvlakken, die in de noordwestelijke provincies van het Romeinse Rijk zijn aangetroffen. Talloze onderzoekers hebben in de voorbije eeuwen evenveel verschillende hypothesen geopperd over het gebruik van deze mysterieuze voorwerpen. Het konden bijvoorbeeld meetgereedschap, kalenders, dobbelstenen voor orakels, speelgoed, proefstukken voor leerling-bronsbewerkers of kandelaars zijn.
Het Romeinse twaalfvlak was mogelijk een astronomisch meetinstrument voor het vastleggen van de optimale zaaidatum van de wintergranen, van wintergerst en wintertarwe. De belangrijkste aanwijzing daarvoor is het feit dat ook het regelmatige twintigvlak, waarvan maar twee exemplaren zijn gevonden, volledig in deze hypothese past. Met replica's van het regelmatige twaalf- en twintigvlak kon worden aangetoond dat met beide meetinstrumenten op de dag nauwkeurig de datum kon worden vastgelegd. Anderzijds werd ook aangetoond dat een twaalfvlak kan worden gebruikt om handschoenen mee te breien.
Het is mogelijk dat Romeinse twaalfvlakken een praktisch nut hadden, maar dat ze ergens voor konden worden gebruikt, betekent nog niet dat ze daarvoor inderdaad door de Romeinen zijn gebruikt. Alle bewaarde exemplaren verschillen immers van elkaar qua afmetingen en qua grootte en positie van de openingen. Het waren waarschijnlijk eerder voorwerpen uit de magische sfeer. Antieke bronnen bevestigen de magische betekenis van het twaalfvlak als meetkundige vorm. Het twaalfvlak symboliseert in de kosmologie van Plato het heelal. Uit Genève zijn ook 4de-eeuwse Romeinse dobbelstenen in de vorm van een twaalfvlak bekend met de tekens van de dierenriem, bedoeld om de toekomst te voorspellen. Bovendien is in Krefeld in een 4de-eeuws Romeins graf van een vooraanstaande vrouw een twaalfvlak gevonden dat als een soort scepterkop op een benen staf was gemonteerd. Waarschijnlijk werden er aan twaalfvlakken en hun eigenaars dus magische krachten toegeschreven.
Er behoren in verschillende musea twaalfvlakken tot de collectie: twee in het Rijksmuseum van Oudheden te Leiden, in het Gallo-Romeinse Museum van Tongeren, in Poitiers en in Lyon.

## Gegevens
Het regelmatige twaalfvlak heeft 30 ribben want in totaal zijn er 12 regelmatige vijfhoeken en elke ribbe van een zo’n vijfhoek vormt samen met een ribbe van een naastgelegen vijfhoek één ribbe van een regelmatig twaalfvlak. Het totaal aantal ribben is dus: {\displaystyle (5*12)/2=30} ribben. Hetzelfde geldt voor het aantal hoekpunten. In ieder hoekpunt komen drie zijvlakken samen. Het regelmatig twaalfvlak heeft dus {\displaystyle (5*12)/3=20} hoekpunten.
Er zijn acht hoekpunten op een regelmatig twaalfvlak te vinden, die op een kubus liggen. Een regelmatig twaalfvlak omschrijft dus een kubus. Er ontstaat een regelmatig twaalfvlak door op ieder van de zes zijvlakken van de kubus een wig te plaatsen. De coördinaten van de hoekpunten van het regelmatige twaalfvlak zijn als volgt samengesteld. De coördinaten van de kubus zijn {\displaystyle (\pm 1,\pm 1,\pm 1)} en de coördinaten van de 12 andere hoekpunten zijn {\displaystyle (\ 0,\ \pm \varphi ,\ \pm {\dfrac {1}{\varphi }}\ )}, {\displaystyle (\ \pm {\dfrac {1}{\varphi }},\ 0,\ \pm \varphi )} en {\displaystyle (\ \pm \varphi ,\ \pm {\dfrac {1}{\varphi }},\ 0)}, waarin {\displaystyle \varphi ={\dfrac {1+{\sqrt {5\ }}}{2}}} de gulden snede is.
Het regelmatige twaalfvlak heeft veel overeenkomst met de andere regelmatige veelvlakken, maar het regelmatige twaalfvlak is het enige regelmatige veelvlak waarin het mogelijk is om bij een hoekpunt ervan te beginnen en een oneindig aantal lijnen door de figuur te trekken die in het oorspronkelijke hoekpunt terugkomen zonder een ander hoekpunt te kruisen.
| Maten van een regelmatig twaalfvlak met riblengte z                | Maten van een regelmatig twaalfvlak met riblengte z                                       |
| ------------------------------------------------------------------ | ----------------------------------------------------------------------------------------- |
| inhoud                                                             | {\displaystyle V={\frac {z^{3}}{4}}\left(15+7{\sqrt {5}}\right)}                          |
| oppervlakte                                                        | {\displaystyle A=3z^{2}{\sqrt {25+10{\sqrt {5}}}}=15z^{2}\tan {54^{\circ }}}              |
| straal van de omgeschreven bol, rakend aan de hoekpunten           | {\displaystyle R={\frac {z}{4}}{\sqrt {3}}\left(1+{\sqrt {5}}\right)}                     |
| straal van de bol rakend aan de ribben                             | {\displaystyle r={\frac {z}{4}}\left(3+{\sqrt {5}}\right)}                                |
| straal van de ingeschreven bol, rakend aan de vlakken              | {\displaystyle \rho ={\frac {z}{2}}{\sqrt {\frac {25+11{\sqrt {5}}}{10}}}}                |
| verhouding van de inhoud V tot de inhoud van omgeschreven bol      | {\displaystyle {\frac {V}{V_{OB}}}={\frac {\sqrt {15}}{6\pi }}\left(1+{\sqrt {5}}\right)} |
| isoperimetrisch quotiënt                                           | ≈ 0,6046                                                                                  |
| hoek α tussen twee aangrenzende vlakken ≈ 116° 33′ 54″ (116,5651°) | {\displaystyle \cos \alpha =-{\frac {1}{5}}{\sqrt {5}}}                                   |
| hoek β tussen vlak en rib ≈ 121° 43′ 3″ (121,7175°)                | {\displaystyle \cos \beta =-{\sqrt {\frac {5-{\sqrt {5}}}{10}}}}                          |

## Afbeeldingen

regelmatig twaalfvlak
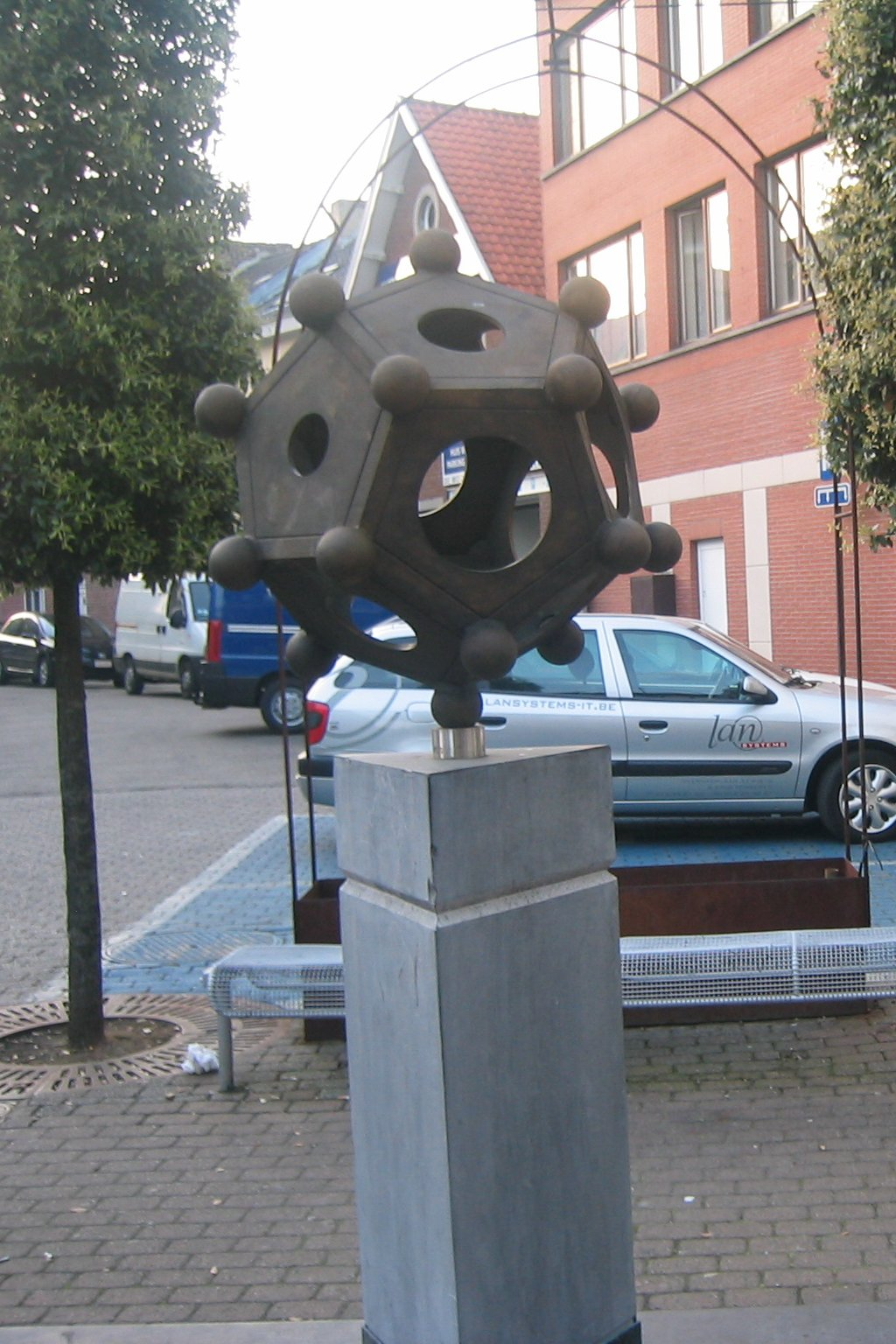
vergrote replica van een Romeins twaalfvlak in Tongeren
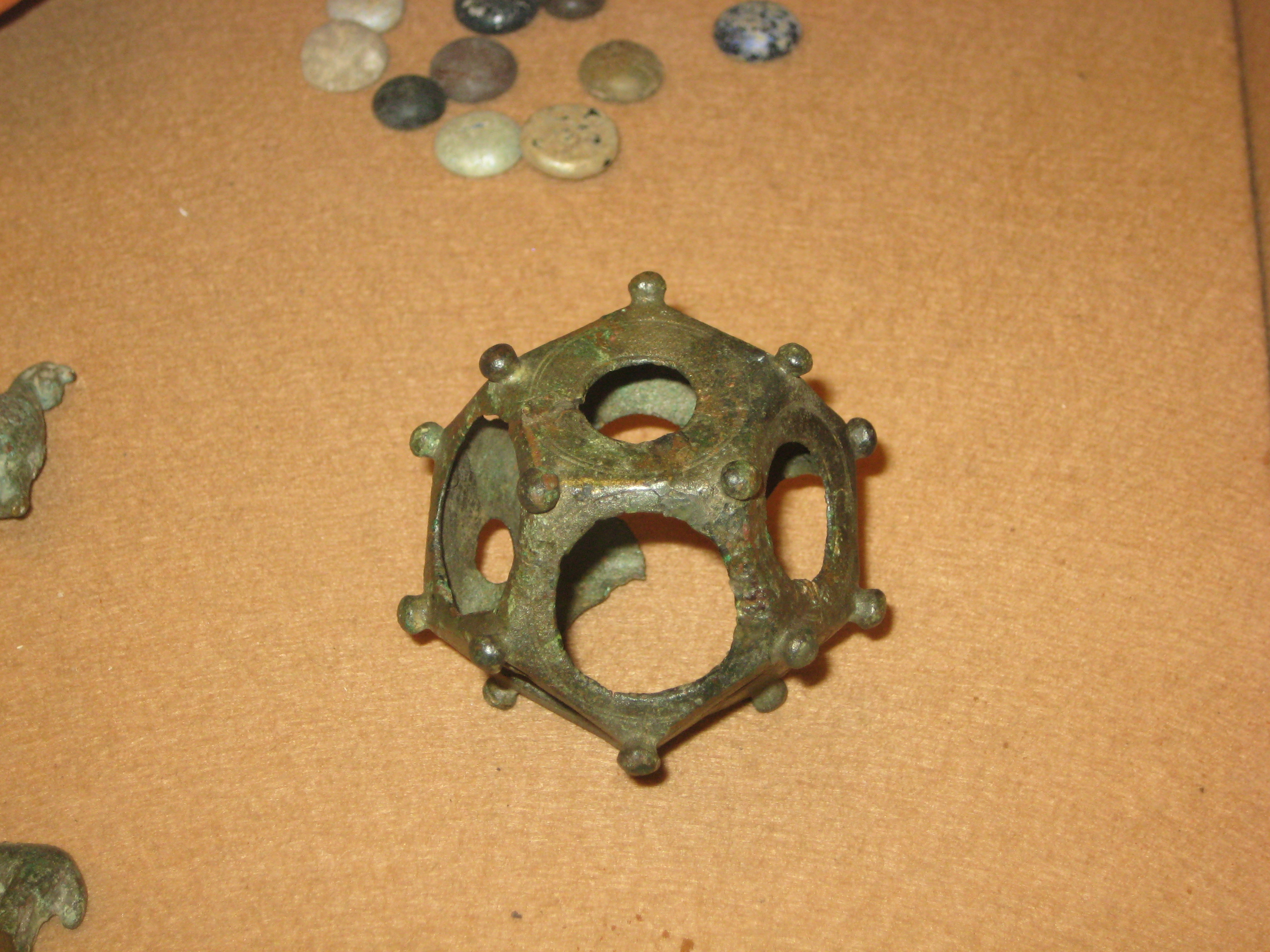
museum in Poitiers
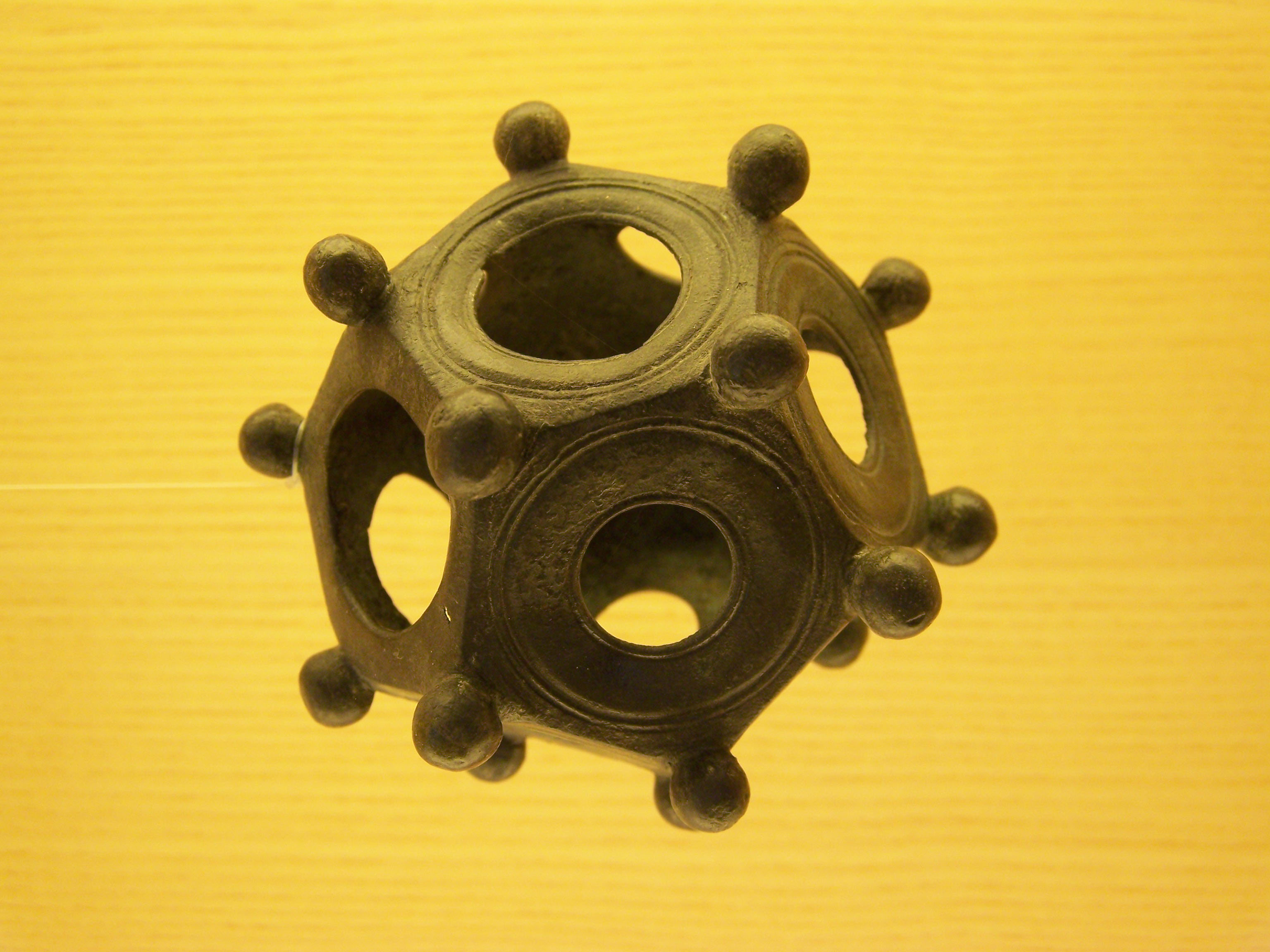
bronzen Romeins twaalfvlak 1e of 2e eeuw gevonden in de ruïnes bij Aventicum, Zwitserland
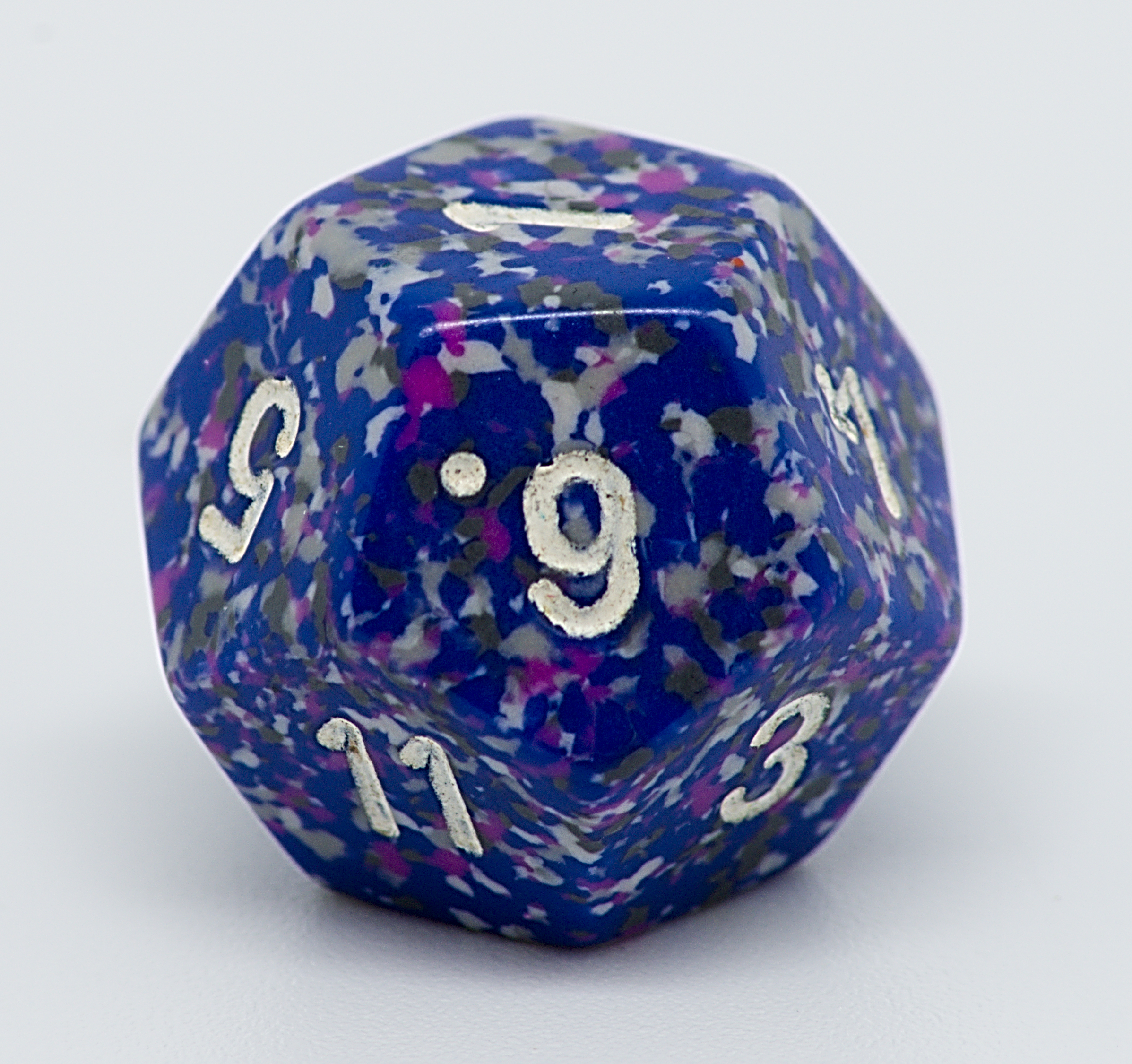
12-zijdige dobbelsteen

## Wetenswaardigheden
- Er bestaat een puzzel in de vorm van een regelmatig twaalfvlak, Megaminx. Het lijkt op de Rubiks kubus, maar met ongeveer 1,01×1068 mogelijke posities.